# Erica Yong
Erica Yong, artiestennaam van Erica van der Leuv (Amsterdam, 20 juli 1969 – 9 januari 2021), was een Nederlandse zangeres.

## Levensloop
Yong begon op vijftienjarige leeftijd met haar zangcarrière en bracht in 1984 haar eerste single My heart drums uit. Nadat ze haar havodiploma had behaald, besloot zij lichte muziek te gaan studeren aan het conservatorium. In 1987 bereikte ze onder de artiestennaam Roxanna een hitnotering met het nummer Got me by the heart.  Tijdens de finale van de Soundmixshow in 1986 kroop ze in de huid van Whitney Houston. De jaren negentig stonden in het teken van samenwerkingen met Ben Liebrand en DJ Peran. Samen kregen ze een hitnotering in de internationale Dancechart. Op televisie had Yong gastoptredens in programma's als Toppop en De 5 Uur Show.
Yong toerde met de soulgroep Imagination door India en met The Three Degrees door Sri Lanka. Ze vertolkte in 1994 in Wenen een hoofdrol in de musical The Sound of Motown. In 2000 haalde ze de Tipparade met de single Voel wat ik voel van het gelijknamige album. In 2001 zong ze het openingslied voor de Heineken Music Hall. Ze maakte deel uit van de bezetting van D'WYS, de band rondom Hammond-organist Carlo de Wijs, en is onder meer te horen op het album Turn Up the B! (2002), waarop ze ook tekstbijdragen levert. In 2005 trad Yong op het Harare International Festival of Arts in Zimbabwe op. Ze zong jingles in voor verschillende Nederlandse radiostations, waaronder Yorin FM, Veronica, Q-music en 3FM.
In 2005 zong Yong het nummer Goede tijden, slechte tijden, dat als titelsong werd gebruikt voor de gelijknamige RTL 4-soap Goede tijden, slechte tijden. Haar variant was tot 2008 als titelsong van de soap te horen. Tevens verzorgde ze de vocalen op de Nederlandstalige soundtrack van de Disneyfilm The Emperor's New Groove 2: Kronk's New Groove.
Yong was een van de solisten tijdens de theatershows van het Orkest van de Koninklijke Luchtmacht, Queen in Concert, met onder anderen Bert Heerink, Laura Vlasblom en Jan Akkerman (2005-2006), The Beatles in Concert met onder anderen Joke Bruijs (2006-2007) en Hollywood in Concert met onder anderen Anita Meyer en Lee Towers (2007-2008). In 2010 speelde ze de rol van Sylvia in de musical All Shook Up/Love Me Tender van Joop van den Ende Theaterproducties.
Yong is in januari 2021 op 51-jarige leeftijd overleden. Ze leed al geruime tijd aan een ongeneeslijke ziekte.

## Discografie

### Albums
- Voel wat ik voel (2000)
- Angel (2012)

### Singles
- "My heart drums" (1984, als Ery Love)
- "More smoke than fire" (1986), als Roxanna)
- "Got me by the heart" (1987, als Roxanna)
- "Number one (Summer in the city)" (1991, als Roxanna)
- "Voodoo funky blue night" (1991, als Roxanna)
- "Love me" (1993, als Erica)
- "Waar ga je heen" (1997, als Erica)
- "Voel wat ik voel" (2000, als Erica Yong)
- "Gevoel en verstand" (2000, als Erica Yong)
- "Goede tijden, slechte tijden" (2005, als Erica Yong)
- "Time" (2012, als Erica Yong)